# Sinh học không khí

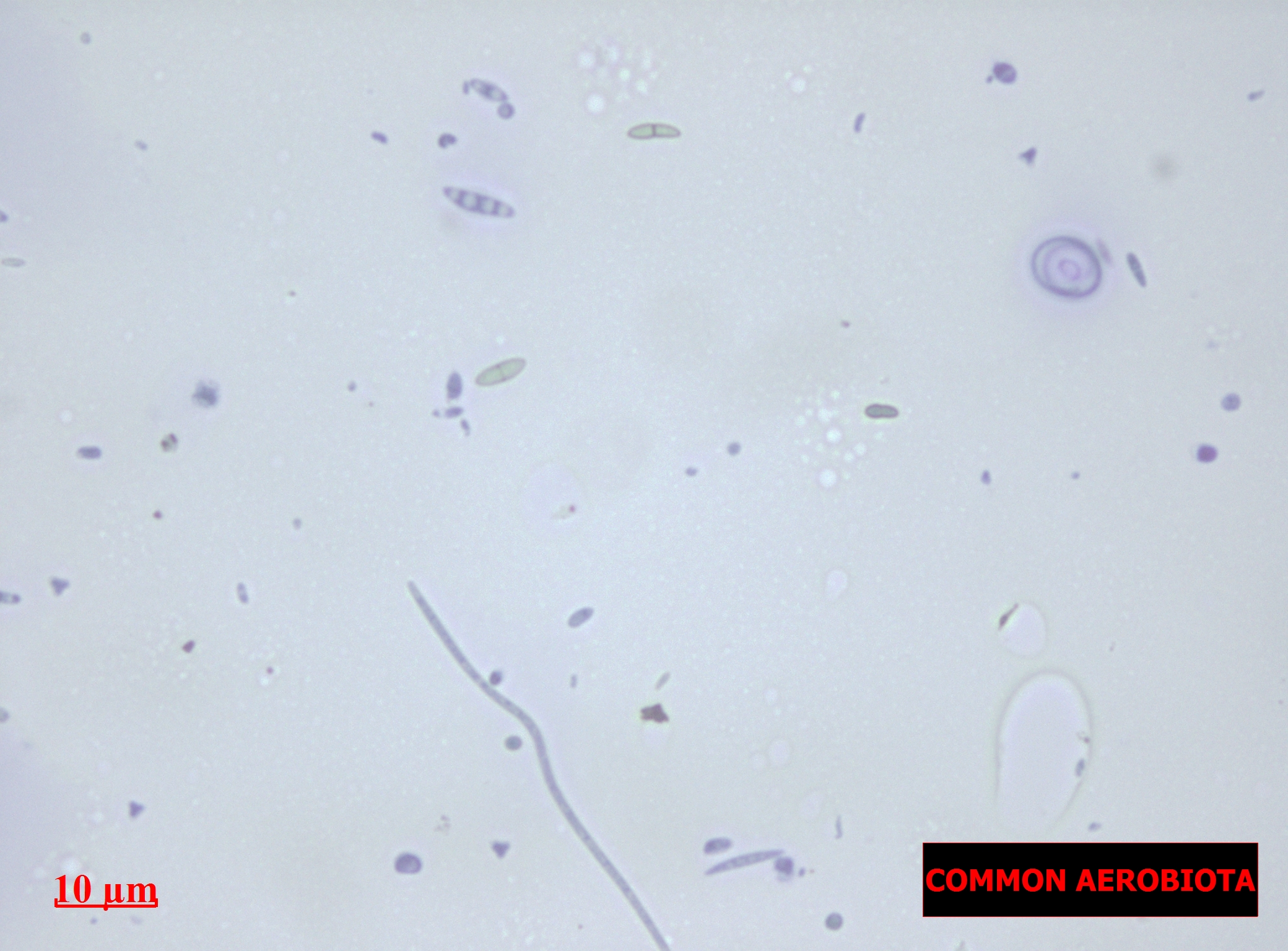
Một số loại bào tử lây từ đường hô hấp

Sinh vật học không khí là một chi nhánh của sinh học, nghiên cứu về các hạt hữu cơ, chẳng hạn như vi khuẩn, bào tử nấm, côn trùng, phấn hoa và virus, được lây truyền bởi không khí. Các nhà sinh vật học đo lường và báo cáo về tình trạng của phấn hoa và bào tử nấm nhắm đến nạn nhân của dị ứng.
Trường hợp đầu tiên của tảo lây từ đường hô hấp được phát hiện ở Đức vào năm 1910.
Để đảm bảo chất lượng của phương pháp trong ngành sinh vật học không khí, các yêu cầu tối thiểu chỉ được công bố sau khi có sự đồng thuận lớn.